# Ferocactus latispinus
Ferocactus latispinus – gatunek ferokaktusa pochodzący z Meksyku.

## Morfologia i biologia
Jest szarawozielony, kulisty lub lekko cylindryczny. Rośnie pojedynczo. Osiąga wysokość do 25 cm i średnicę 20 cm. Ma 10-15 żeber, wysokości do 3 cm. Z areoli wyrasta po 8 czerwonawoszarych cierni bocznych, długości do 2,5 cm oraz jeden haczykowaty cierń środkowy, mający ok. 5 cm długości. Kaktus kwitnie latem, jego kwiaty są dzienne, różowe z ciemną pręgą na środku. Mają dzwonkowaty kształt.

## Uprawa
Wymaga pełnego nasłonecznienia i temperatury minimalnej 13 °C.